# Canton d'Aurillac-I
Le canton d'Aurillac-I est un ancien canton français situé dans le département du Cantal et la région Auvergne-Rhône-Alpes. Modifié en 1985, il disparait avec le redécoupage cantonal de 2014.

## Histoire
Il est créé par un décret du 23 juillet 1973 qui substitue aux cantons d'Aurillac-Nord et Aurillac-Sud, les cantons d'Aurillac-I, Aurillac-II, Aurillac-III et Aurillac-IV. Il est constitué d'une fraction d'Aurillac et des communes de Crandelles, Jussac, Naucelles-Reilhac et Teissières-de-Cornet.
En 1985, il est divisé entre la fraction de la commune d'Aurillac qui garde le même nom et les cinq autres communes qui sont regroupées sous le nom de canton de Jussac.

## Représentation

### Liste des conseillers généraux
| Période | Période | Identité       | Étiquette | Qualité |
| ------- | ------- | -------------- | --------- | --- |
| 1973    | 1976    | Jean Mézard    | CNI       | Médecin - Sénateur (1971-1980) Ancien membre de la Commission administrative départementale (1941-1942) Maire d'Aurillac (1971-1977) Président du Conseil Général (1968-1976) |
| 1976    | 1982    | René Souchon   | PS        | Directeur de Centre d'information et d'orientation Maire d'Aurillac de 1977 à 1995 et de 2001 à 2006                                                                          |
| 1982    | 1985    | Antoine Dejou  | UDF-CDS   | Maire de Jussac. À partir de 1985, il est élu dans le canton de Jussac. |
| 1985    | 1998    | René Souchon   | PS        | Maire d'Aurillac |
| 1998    | 2012    | Alain Calmette | PS        | Inspecteur de la Jeunesse et des Sports 1er adjoint au maire d'Aurillac (2001-2006) Maire d'Aurillac (2006-2012)                                                              |
| 2012    | 2015    | Josiane Costes | PRG       | Professeure d'Anglais retraitée Adjointe au Maire d'Aurillac |

### Résultats électoraux détaillés
- Élections cantonales de 2004 : Alain Calmette (PS) est élu au 2e tour avec 61,05 % des suffrages exprimés, devant Nicole Moissinac (UMP) (38,95 %). Le taux de participation est de 65,21 % (4 028 votants sur 6 177 inscrits)[4].
- Élections cantonales de 2011 : Alain Calmette (PS) est élu au 2e tour avec 70,33 % des suffrages exprimés, devant Henri Manhes   (Divers droite) (29,67 %). Le taux de participation est de 43,08 % (2 551 votants sur 5 922 inscrits)[5].

## Composition
De 1973 à 1985, il comprenait « la portion de territoire de la ville d'Aurillac délimitée par […] : chemin du cimetière (du hameau de la Limite à la rue de l'Égalité), partie supérieure de la rue de l'Égalité jusqu'à la rue L. Debrons, rue L. Debrons, place d'Aurinques, rue de Lacoste, rue de Noailles, place de l'Hôtel-de-Ville, rue de l'Hôtel-de-Ville, rue du Salut, rue de l'Olmet, promenade du Gravier, avenue Gambetta, place du Palais, avenue de la République, avenue du 4-Septembre, avenue de la Liberté (jusqu'à la limite de la commune avec Naucelles). » et quatre communes entières (cinq à partir de 1983).
Composition de 1973 à 1985 : 
1. fraction d'Aurillac
2. Crandelles
3. Jussac
4. Naucelles-Reilhac, puis Naucelles et Reilhac à partir de 1983
5. Teissières-de-Cornet

À partir de 1985, il ne comprend plus que la fraction de la commune d'Aurillac.